# Melissa
|  | Per a altres significats, vegeu «Melissa (desambiguació)». |

La tarongina, tarongí (Mallorca), arangí o melissa (Melissa officinalis L.), és una espècie de la família de les lamiàcies. Els seus noms populars (tarongina i arangí) fan referència a l'olor característica de llimona que desprenen les seves fulles. Així, el nom en altres llengües també es deu a aquest fet: Zitronenmelisse, en alemany; lemon balm, en anglès; mélisse citronnelle, en francès, o hierba limón, toronjil o citronela en castellà. També n'és característica l'aroma similar a la menta.
És originària del sud-oest d'Europa, la regió occidental d'Àsia i el nord d'Àfrica.Es troba també al Principat, però es considera d'espontaneïtat dubtosa, sobretot en comarques marítimes, que tenen clima marítim amb condicions temperades i humides i estius càlids i secs. Així doncs, es troba des de l'Alt Empordà fins al Montsià, i cercant humitat i zones plujoses ascendeix fins al Ripollès, el Berguedà, l'Alt Urgell, la Segarra, les muntanyes de Prades i el Montsant.

## Etimologia
La planta floreix a l'estiu i aleshores atrau les abelles, fet d'on prové el nom del gènere, ja que melissa és el nom grec de l'abella.

## Ecologia
L'hàbitat de la melissa el trobem en climes temperats o càlids, ja que és sensible a les glaçades i als freds intensos. Sol créixer en boscos caducifolis, preferiblement en llocs amb ombra i humits, i en sòls rics en matèria orgànica.

## Descripció
És una planta herbàcia perenne que arriba a fer fins a 150 cm d'alçada. La tija és recta i ascendent, quadrangular, ramificada i lleugerament pilosa, creix anualment, ja que mor a l'hivern però les arrels són perennes i torna a brotar.
Les fulles són peciolades, de forma oval, romboidal o fins i tot cordiforme, amb el marge dentat i oposades entre si, i fan de 3 a 7 cm, encara que són més petites les superiors. També són piloses pel costat de l'anvers, tenen l'àpex agut, la inserció a la tija és cordada i la disposició a la fulla és de forma verticil·lada. Són de color verd, en general, més fosc a l'anvers i més clar al revers i desprenen una aroma característica de llimona.
Les flors floreixen a l'estiu, entre l'abril i el juliol, les inflorescències surten a les aixelles o els angles de les fulles amb la tija, i amb disposició verticil·lar, exactament igual que les fulles, en grups d'entre 6 a 10. Tenen el pedicel curt (de 2 a 6 mm), la corol·la corbada cap a dalt i eixamplada a la part superior; és bilabial amb el llavi superior recte i bilobulat i l'inferior trilobulat. El calze té tretze nervis i també és bilabial però a l'inrevés, amb el llavi superior de tres dents i l'inferior de dos. La corol·la, de 8 a 12 mm, és dues vegades més llarga que el calze.
La planta és monoica i té la flor hermafrodita, per tant, trobem en una mateixa peça floral l'androceu i el gineceu.
A l'androceu trobem quatre estams didínams, és a dir, dos de llargs i dos de curts, fusionats a la corol·la, de forma inclusa.
El gineceu és bicarpel·lar però amb un envà al mig, de forma que sembla que tinguin quatre carpels, també trobem l'ovari súper. El fruit és una càpsula, però igual que amb els carpels, es divideix en quatre parts anomenades núcules.
La droga es troba essencialment a les fulles, tot i que també se n'utilitzen els àpexs de les flors per a l'extracció de l'oli essencial.

## Composició química
Els principis actius són diversos, trobem oli essencial, àcids fenilcarboxílics (rosmarínic, clorogènic i cafeïc), flavonoides (derivats de luteolina i quercetol), triterpens i tanins. El component més important i característic és l'oli essencial, que es troba en quantitat inferior a 0,3%. Aquesta essència conté més del 50% de citral, una mescla de dos aldehids isòmers: el geranial (40%) i el veral (60%) que són els responsables de la suau aroma de la melissa. L'oli també conté l'alcohol geraniol i diferents hidrocarburs com ara el limonè.

## Acció farmacològica/propietats
En infusió és estomacal, espasmolítica i carminativa. També té efectes sedants, afavoreix la son i equilibra el sistema nerviós gràcies, principalment, als àcids fenòlics i als flavonoides, però sense causar efecte depressor del sistema nerviós central. Per via externa té acció antisèptica, antifúngica i antivírica. També és emmenagoga, i doncs, és útil en la regulació dels trastorns menstruals.

## Usos
S'utilitza en infusió, en extracte fluid o sec, o en essència. Es comercialitza la famosa aigua del Carme o aigua de melissa, que s'obté per la destil·lació de diferents herbes amb alcohol. Aquestes són principalment les fulles de melissa, però també la canyella, la nou moscada o el clau.

## Toxicitat
L'oli essencial a dosis elevades és neurotòxic i convulsant, no es pot prendre durant l'embaràs ni la lactància perquè també és teratogènic i causa malformacions en el fetus.